# Lais de Hícara
Lais de Hícara (en griego antiguo, Λαΐς) fue una famosa hetaira griega, nacida probablemente en Hícara (actual Carini) y lapidada en el santuario de Afrodita por un grupo de celosas mujeres de Tesalia, donde se había trasladado a vivir con un tal Hipóstrato o Hipóloco, en el 340 a. C., siendo arrojado su cadáver al río Peneo.

## Datos biográficos
Coetánea y rival de Friné, poco más se sabe de su vida, salvo la conocida anécdota según la cual el orador Demóstenes iba a pagarle mil dracmas por pasar una noche con ella; pero, cuando Lais lo vio, le subió la tarifa a diez mil; mientras que se acostó de balde con Diógenes.